# Udpura
Udpura là một thị trấn thống kê (census town) của quận Kota thuộc bang Rajasthan, Ấn Độ.

## Địa lý
Udpura có vị trí 24°43′B 75°58′Đ / 24,72°B 75,97°Đ Nó có độ cao trung bình là 325 mét (1066 feet).

## Nhân khẩu
Theo điều tra dân số năm 2001 của Ấn Độ, Udpura có dân số 8768 người. Phái nam chiếm 54% tổng số dân và phái nữ chiếm 46%. Udpura có tỷ lệ 67% biết đọc biết viết, cao hơn tỷ lệ trung bình toàn quốc là 59,5%: tỷ lệ cho phái nam là 76%, và tỷ lệ cho phái nữ là 57%. Tại Udpura, 17% dân số nhỏ hơn 6 tuổi.